# Brosville
Brosville é uma comuna francesa na região administrativa da Normandia, no departamento de Eure. Estende-se por uma área de 7,16 km². Em 2010 a comuna tinha 650 habitantes (densidade: 90,8 hab./km²).